# Andrzej Karbownik
Andrzej Karbownik (ur. 29 marca 1947 w Orzeszu) – polski przedstawiciel nauk technicznych, profesor nauk technicznych, rektor Politechniki Śląskiej w kadencjach 2008–2012 i 2012–2016, były wiceminister gospodarki.

## Życiorys
Studia wyższe ukończył na Wydziale Górniczym Politechniki Śląskiej w Gliwicach, następnie związał się zawodowo z tą uczelnią. Uzyskiwał stopnie doktora i doktora habilitowanego, a w 1999 otrzymał tytuł profesora nauk technicznych. Specjalizuje się w zagadnieniach z zakresu organizacji, zarządzania i ekonomiki przedsiębiorstw, projektowania zakładów przemysłowych, restrukturyzacji górnictwa regionów przemysłowych.
Na macierzystej uczelni doszedł do stanowiska profesora zwyczajnego. Objął stanowisko dyrektora Instytutu Zarządzania i Administracji. W latach 2002–2008 pełnił funkcję dziekana Wydziału Organizacji i Zarządzania. W 2008 i 2012 wybierany na stanowisko rektora Politechniki Śląskiej na czteroletnie kadencje. Wykładał również w Wyższej Szkole Zarządzania Marketingowego i Języków Obcych w Katowicach. Został też wiceprzewodniczącym Komitetu Górnictwa Polskiej Akademii Nauk.
Pracował także w administracji państwowej. W latach 1997–2000 był prezesem Państwowej Agencji Restrukturyzacji Górnictwa Węgla Kamiennego. W rządzie Jerzego Buzka zajmował następnie do 2001 stanowisko wiceministra gospodarki odpowiadającego za górnictwo.
W 2007 stanął na czele rady Fundacji Rozwoju Kardiochirurgii im. prof. Zbigniewa Religi. W 2010 otrzymał tytuł doktora honoris causa Uniwersytetu w Oviedo.

## Wybrane publikacje
- Podstawy teorii projektowania: zagadnienia wybrane dla kierunków górniczych (1981)
- Podstawy projektowania kopalń (1982)
- Zjawiska geologiczne na szlakach tatrzańskich (1984)
- Restrukturyzacja polskiego górnictwa węgla kamiennego w latach 1990–1999 (2000, współautor z Jolantą Bijańską)
- Kadra inżynieryjno-techniczna w kopalniach węgla kamiennego: analiza stanu obecnego oraz perspektywy zatrudnienia do 2010 roku (2005, współautor)
- Kierunki i zakres dalszej realizacji procesu dostosowawczego w górnictwie węgla kamiennego w Polsce do roku 2010 (2005, współautor z Krzysztofem Wodarskim)
- Ty górnicza żmijo! Rozmowy z profesorem Andrzejem Karbownikiem o restrukturyzacji polskiego górnictwa węgla kamiennego (2014)
- Białe gronostaje. Rozmowy o zarządzaniu uczelnią z profesorem Andrzejem Karbownikiem rektorem Politechniki Śląskiej w latach 2008–2016 (2016)
- Zarządzanie projektami w przedsiębiorstwie (2017)
- Czarny pudel : moje minione trzydzieści lat (2018)
- Przedsiębiorstwo zorientowane projektowo (2021)